# Route départementale 5 (Hautes-Pyrénées)
Pour les articles homonymes, voir Route départementale 5.
La route départementale 5, ou RD 5, est une route départementale des Hautes-Pyrénées reliant Bagnères-de-Bigorre à Labatut-Rivière.

## Descriptif

### Longueur
L'itinéraire présente une longueur de 50,4 km.

### Nombre de voies
La RD 5 est sur la totalité de son tracé bidirectionnelle à deux voies.

### Tracé
La RD 5 traverse le département du sud au nord au départ de Bagnères-de-Bigorre depuis l'intersection de la route départementale D 938 au Haut de la Côte et rejoint Labatut-Rivière jusqu’à la limite du Gers.
Elle coupe d'ouest en est la route départementale D 632 au niveau de Mascaras.
Elle raccorde le Pays des Coteaux au Pays du Val d’Adour.

## Communes traversées
- Bagnères-de-Bigorre
- Hauban
- Orignac
- Luc
- Oueilloux
- Fréchou-Fréchet
- Mascaras
- Angos
- Calavante
- Lespouey
- Lansac
- Laslades
- Souyeaux
- Hourc
- Pouyastruc
- Collongues
- Louit
- Soréac
- Castéra-Lou
- Lescurry
- Lacassagne
- Rabastens-de-Bigorre
- Barbachen
- Monfaucon
- Sauveterre
- Auriébat
- Labatut-Rivière

## Gestion, entretien et exploitation

### Organisation territoriale
En 2021, les services routiers départementaux sont organisés en cinq agences techniques départementales et 25 centres d'exploitation qui ont pour responsabilité l’entretien et l’exploitation des routes départementales de leur territoire. 
La RD 5 dépend des agences du Pays des Coteaux et du Pays du Val d’Adour et des centres d'exploitation de Tournay et de Vic-en-Bigorre.

### Exploitation
En saison hivernale, le département publie une carte des conditions de circulation (C1 circulation normale, C2 délicate, C3 difficile, C4 impossible).

## Galerie

Sélection de vues diverses
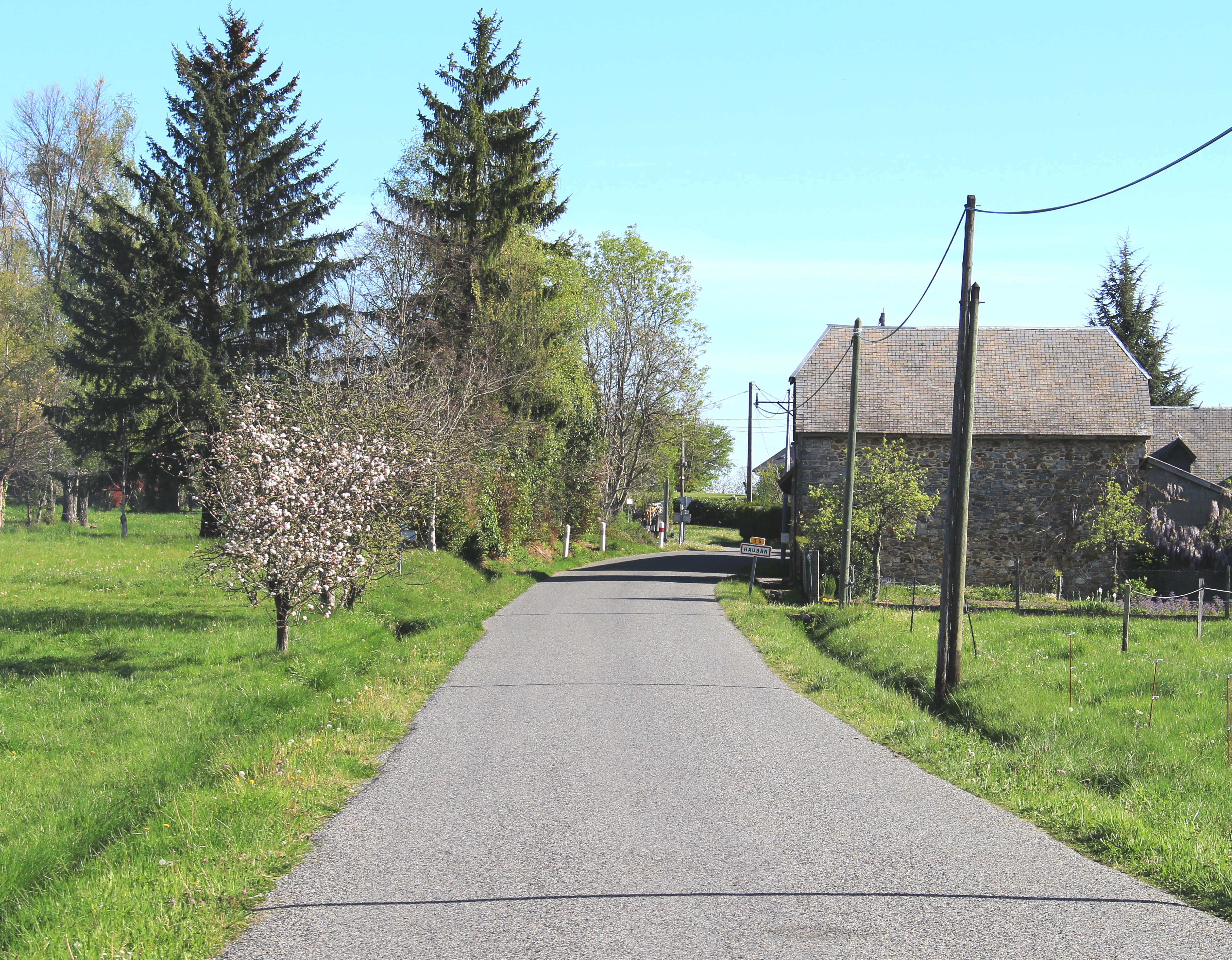
Entrée Sud de Hauban.
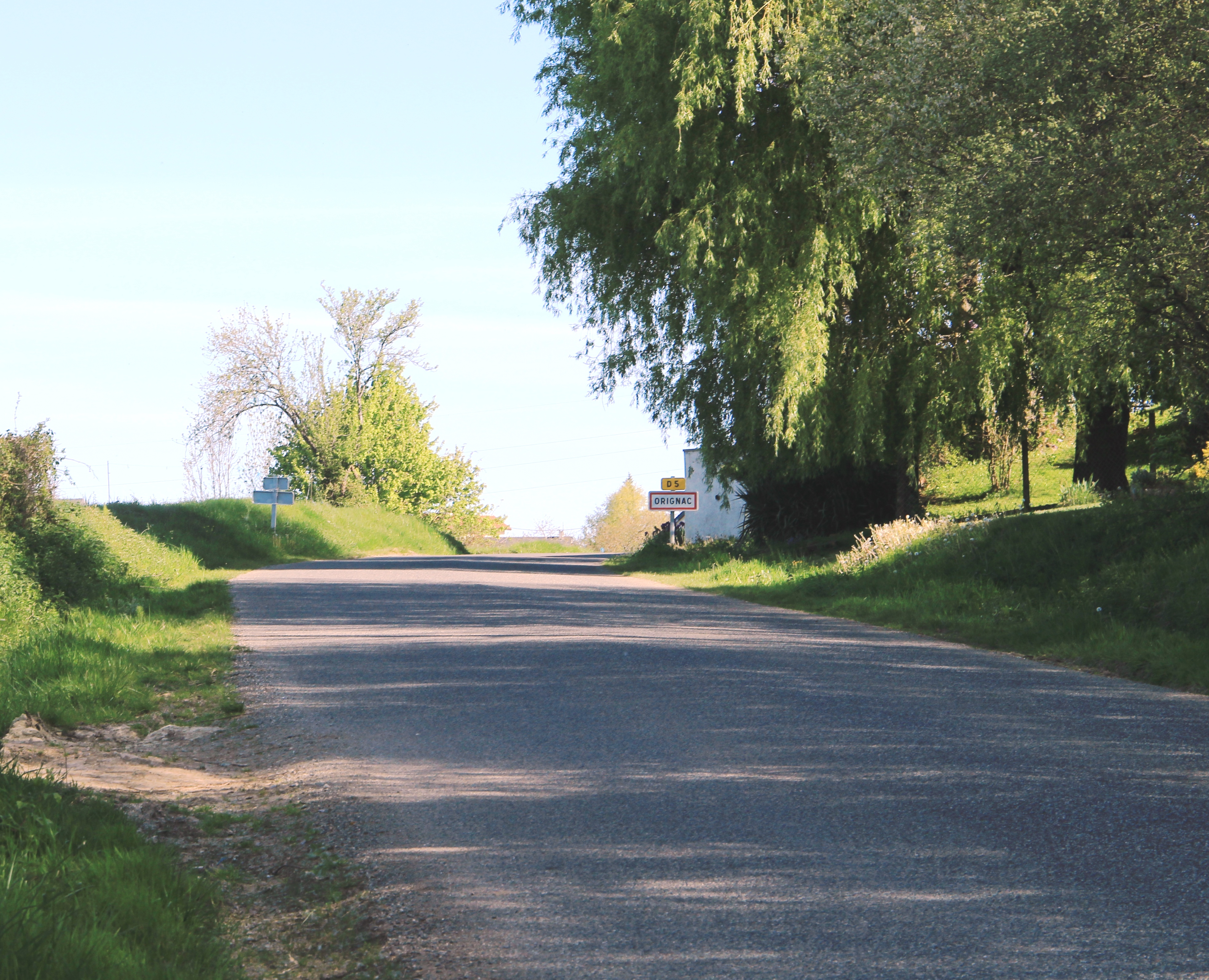
Entrée Sud d'Orignac.
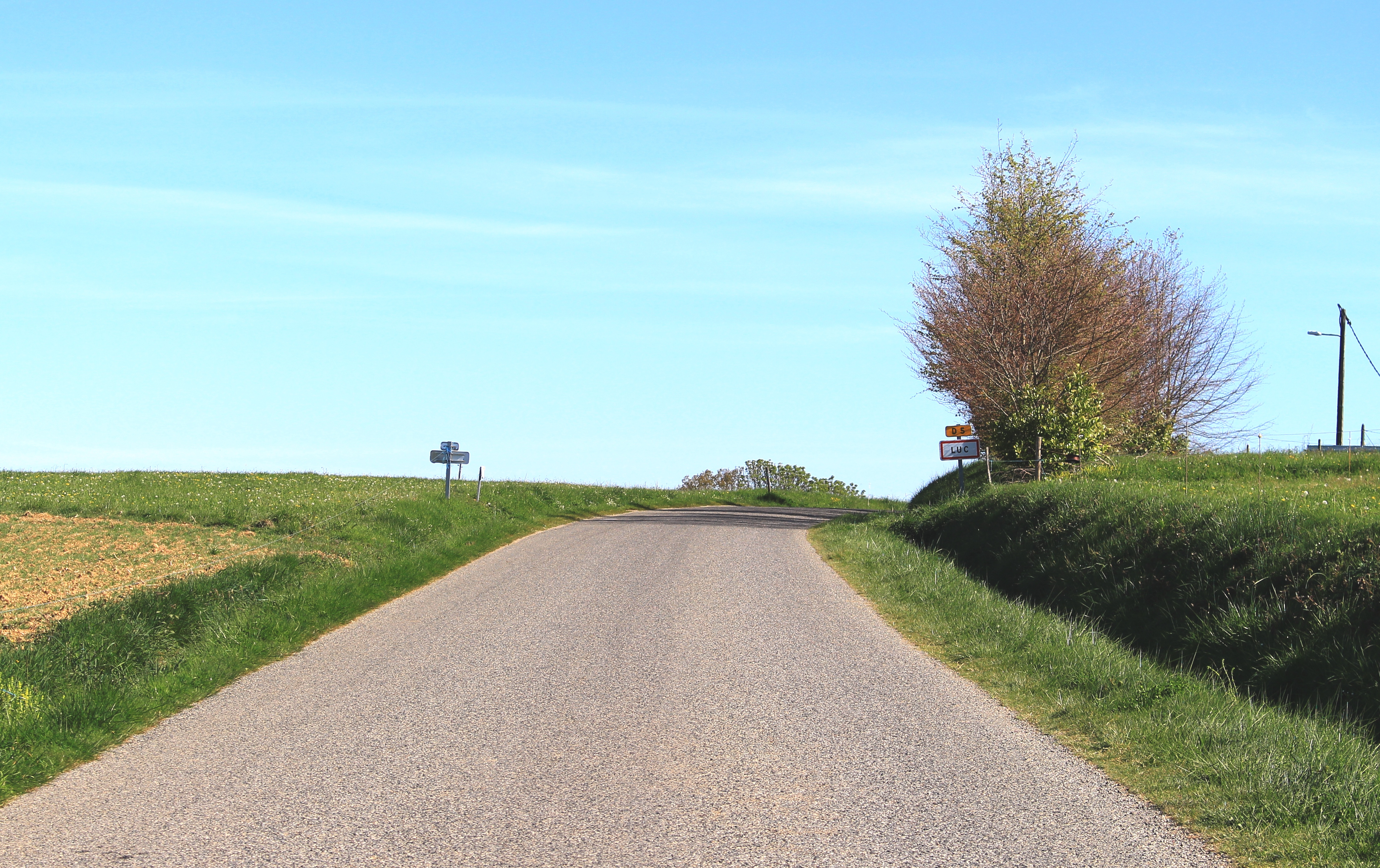
Entrée Sud de Luc.
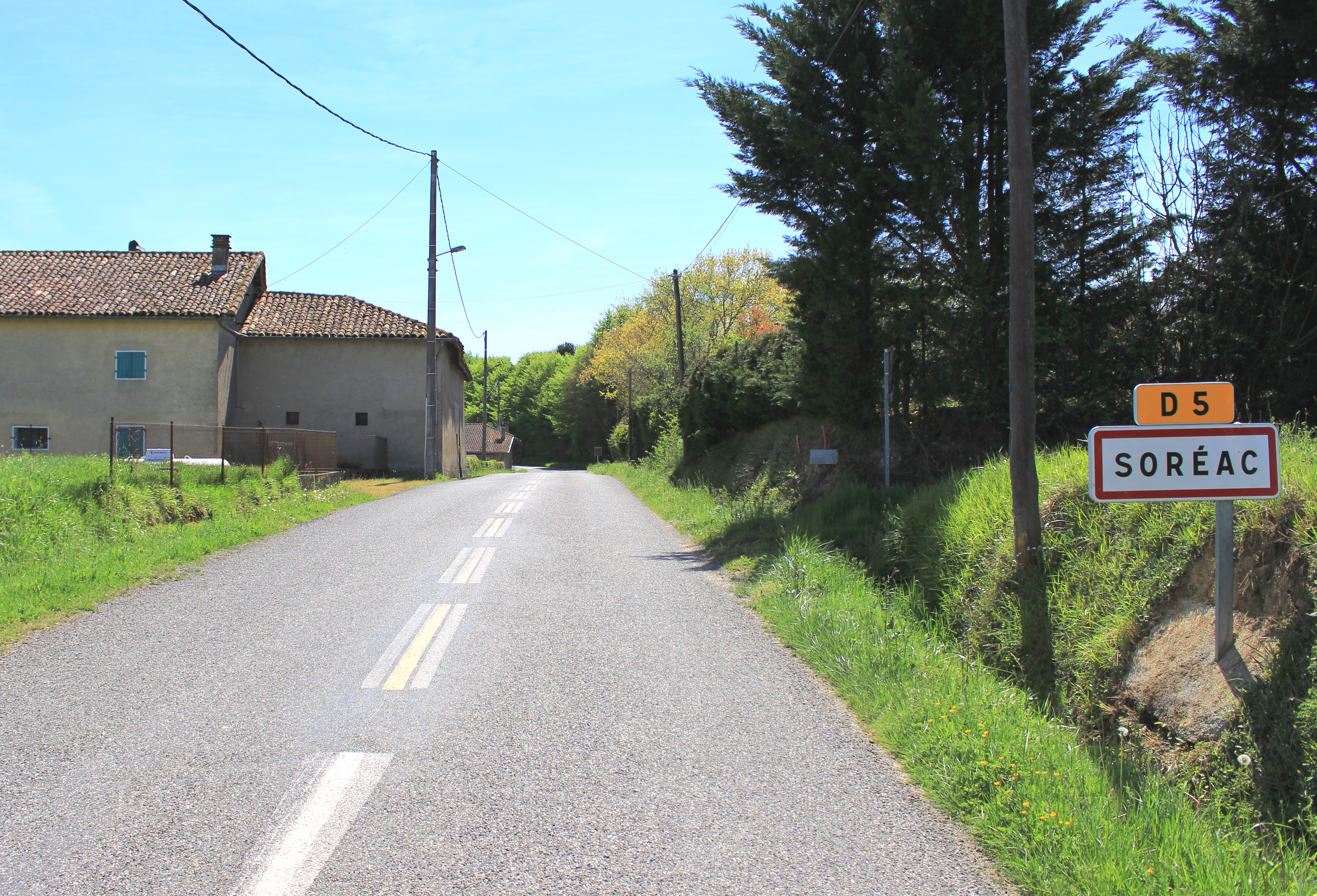
Entrée Nord de Soréac.
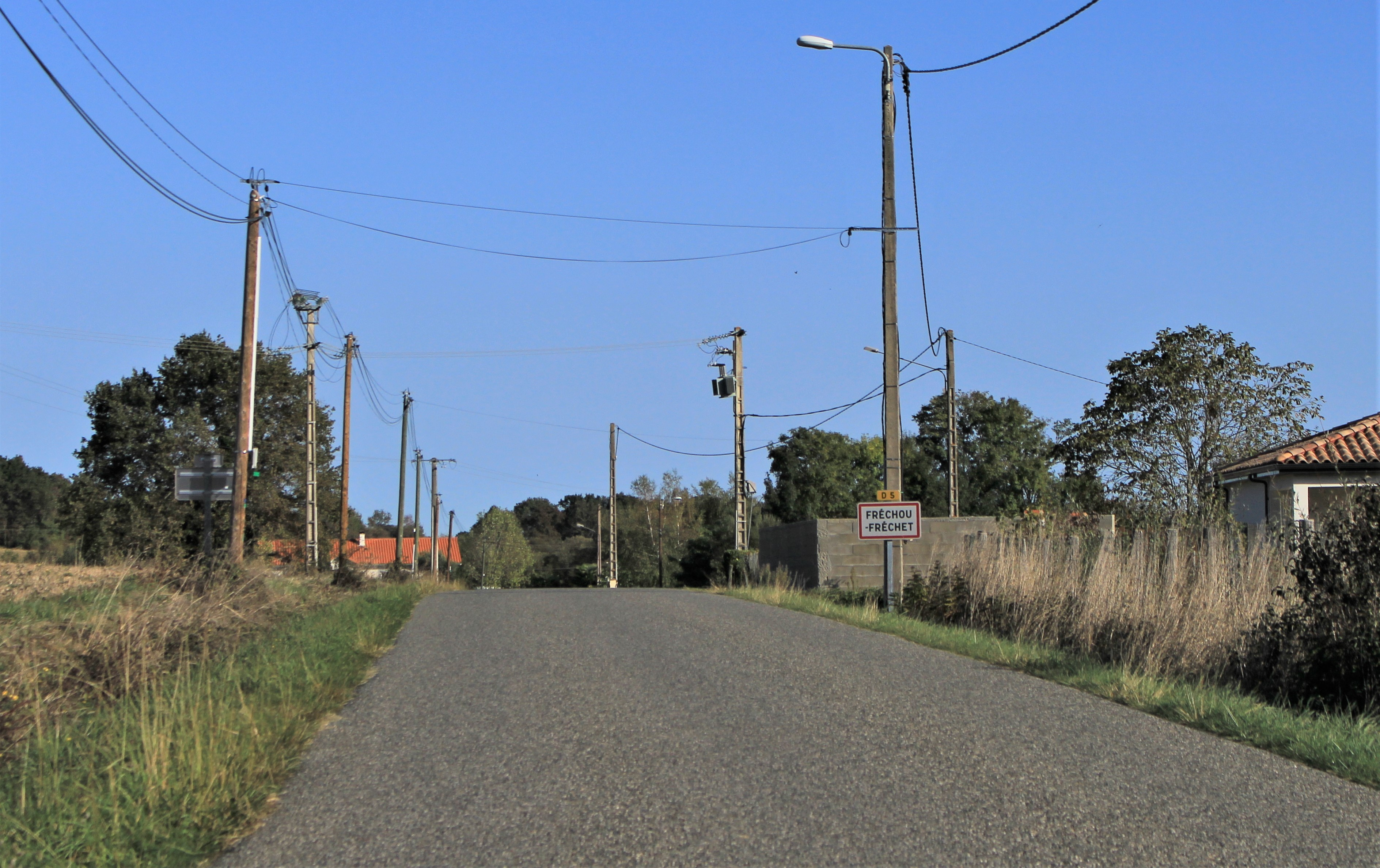
Entrée Sud de Fréchou-Fréchet.
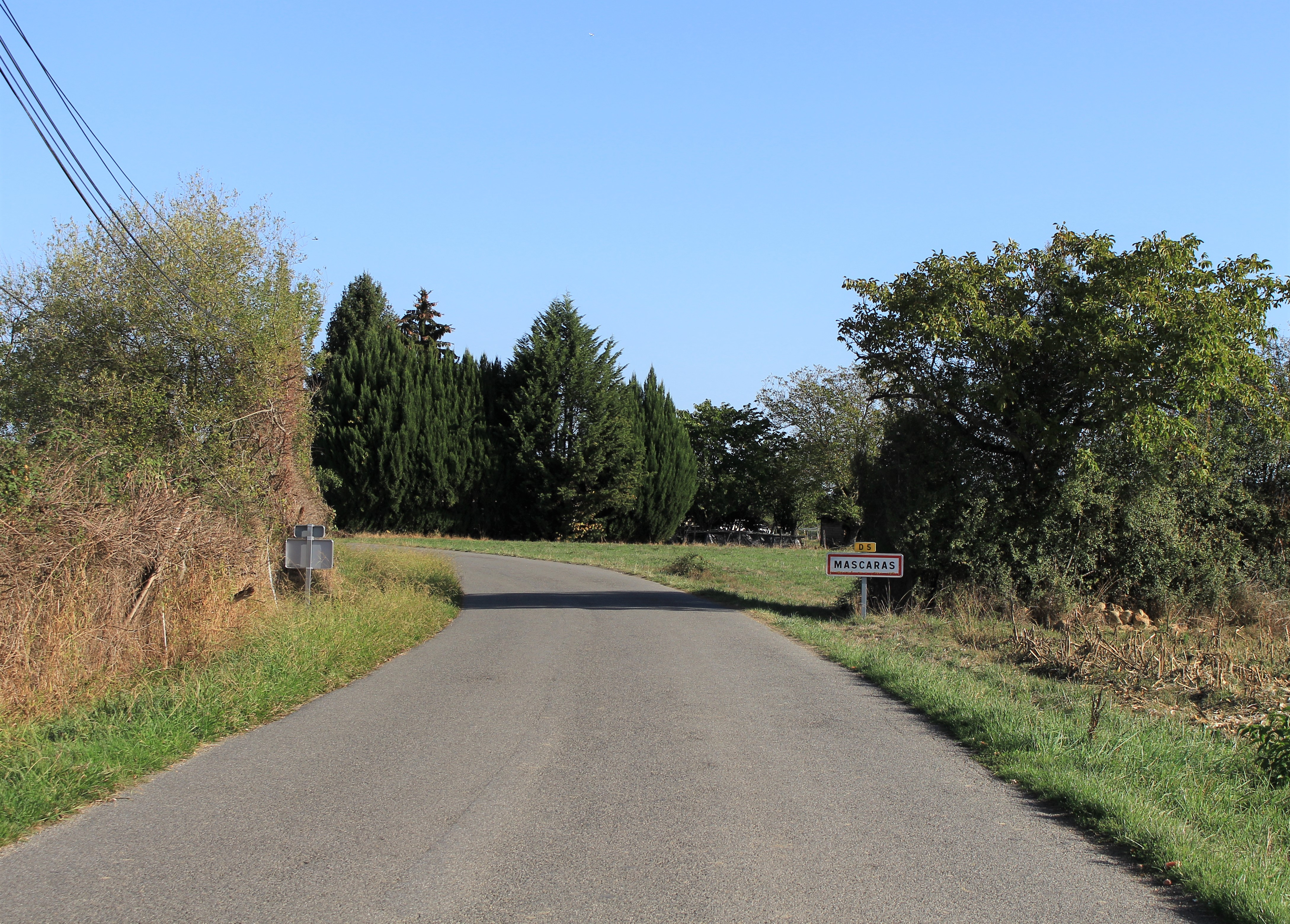
Entrée Sud de Mascaras.
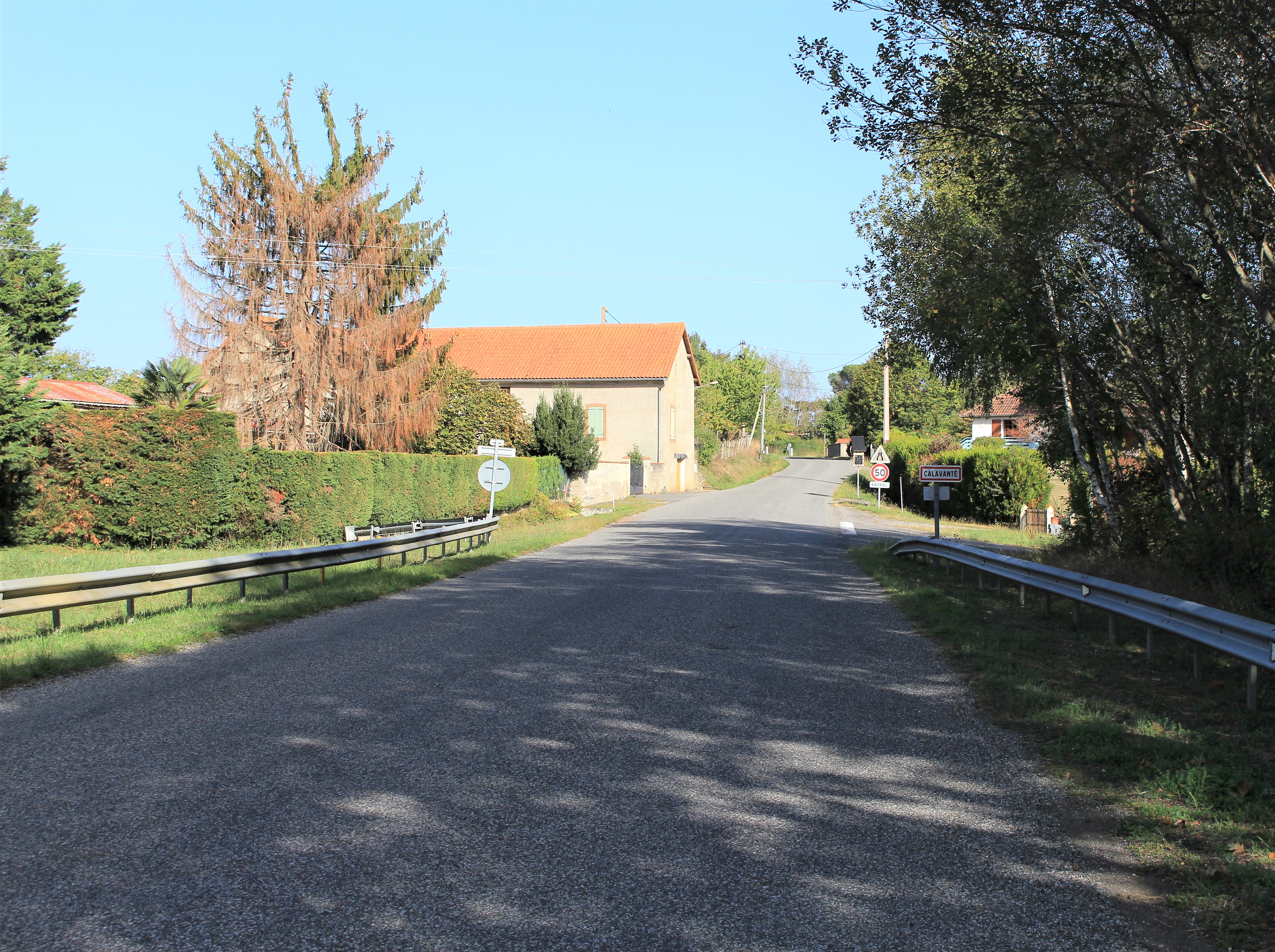
Entrée Sud de Calavanté.
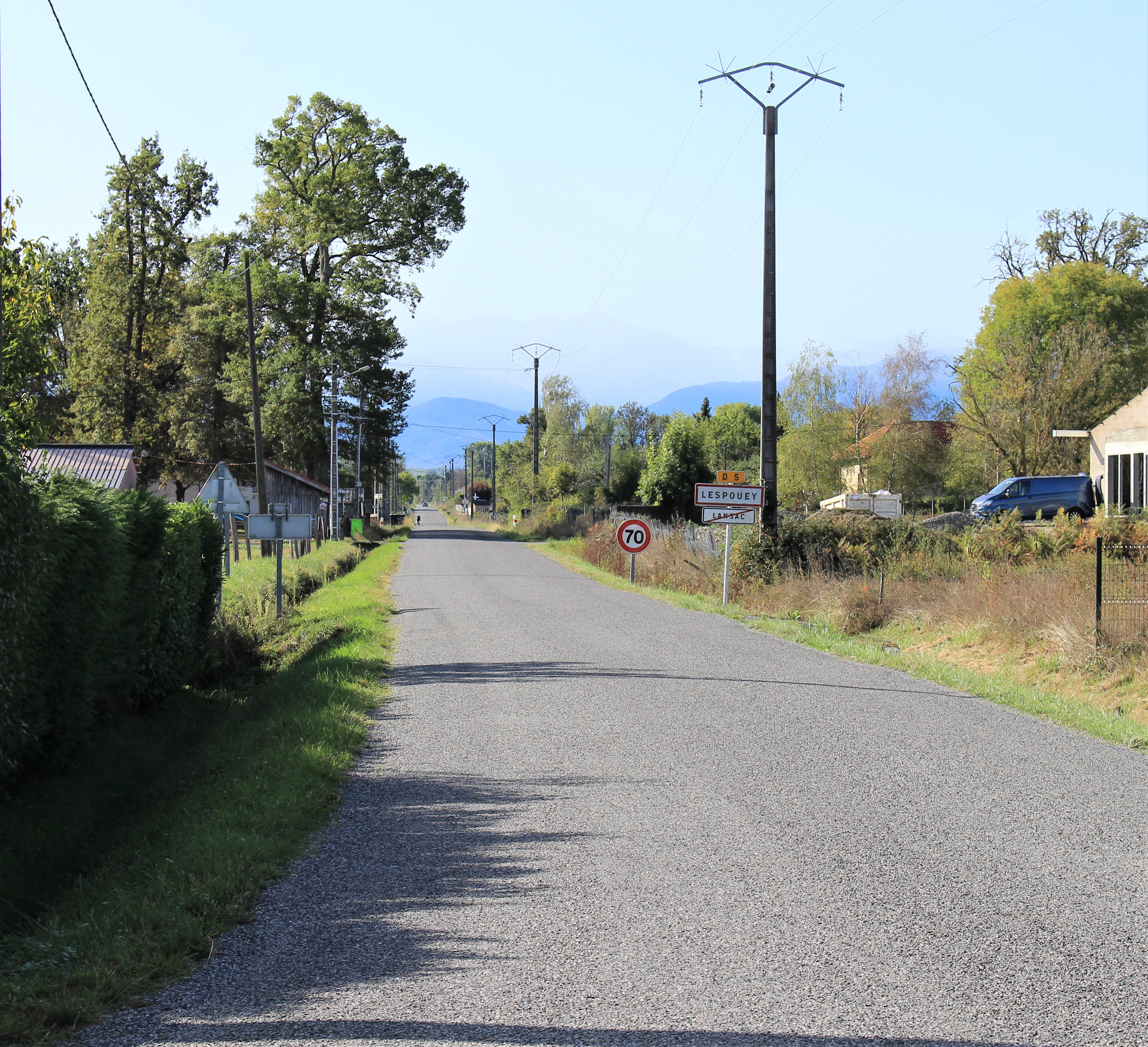
Entrée Nord de Lespouey.
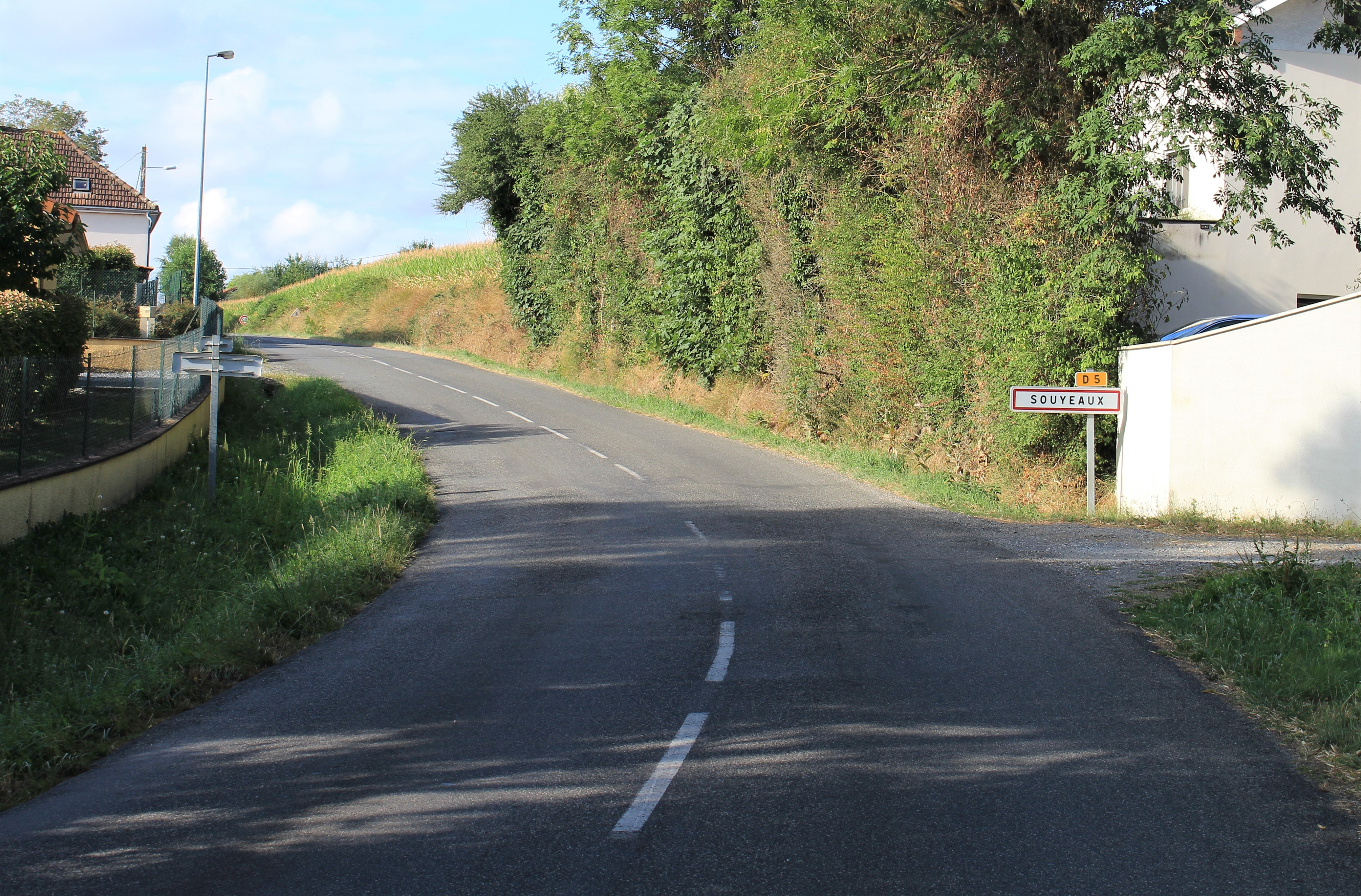
Entrée Nord de Souyeaux.
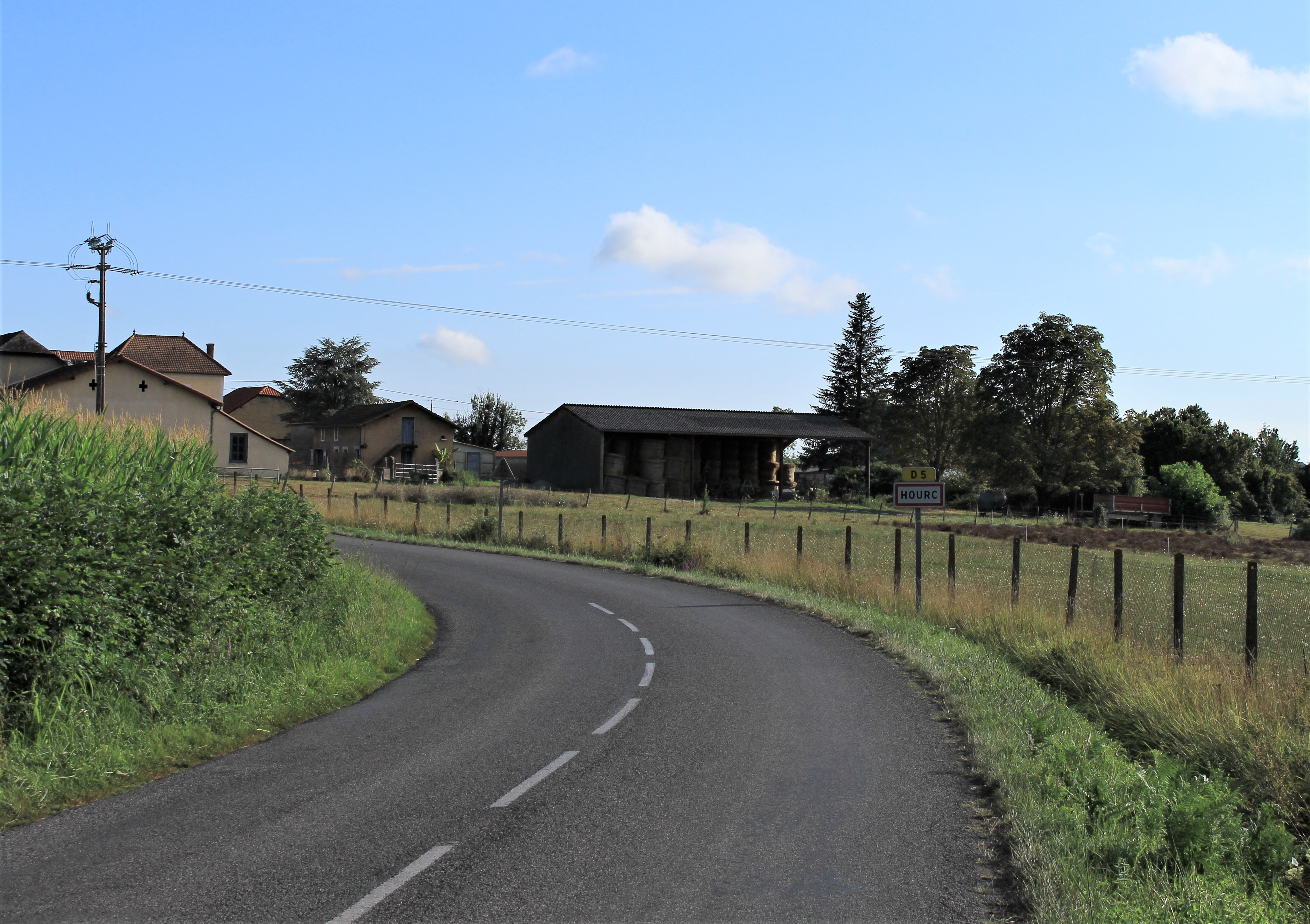
Entrée Sud de Hourc.